# Abracadabrella elegans
Abracadabrella elegans là một loài nhện trong họ Salticidae. Loài này được phát hiện ở Queensland.